# سيداو (لاعب كرة قدم)
سيدني أباريسيدو راموس دا سيلفا، المعروف باسم سيداو (Sidão)، هو حارس مرمى كرة قدم برازيلي محترف، من مواليد 24 ديسمبر 1982 - ساو باولو.

## روابط خارجية
- سيداو على موقع قاعدة بيانات كرة القدم.إي يو (الإنجليزية)
- سيداو على موقع Soccerway.com (الإنجليزية)